# Zipserei

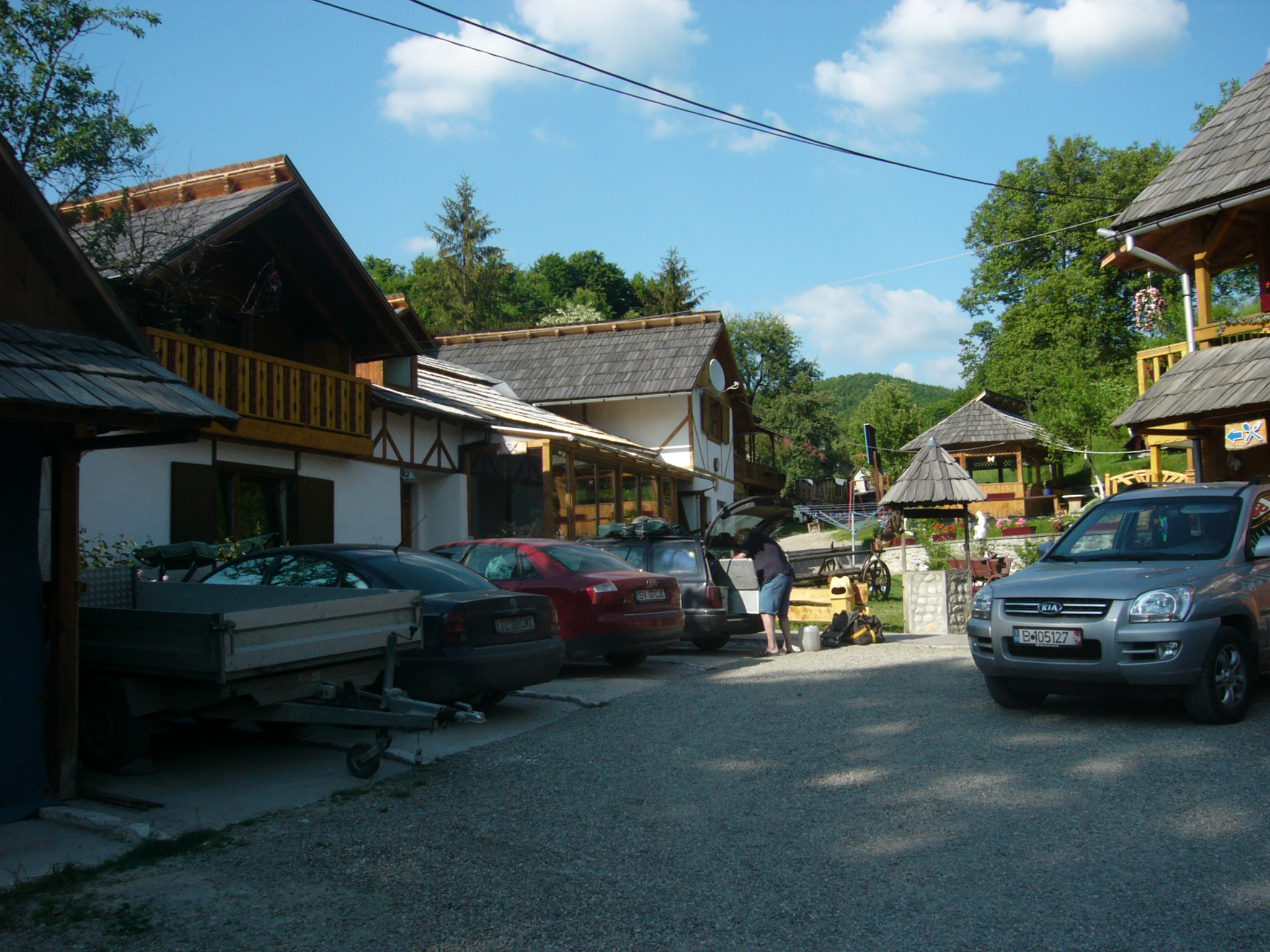
Modernisiert umgebaute Zipser Häuser in der Zipserei von Vișeu de Sus in Form von Zwerchhöfen mit holzgedeckten Hochdächern.

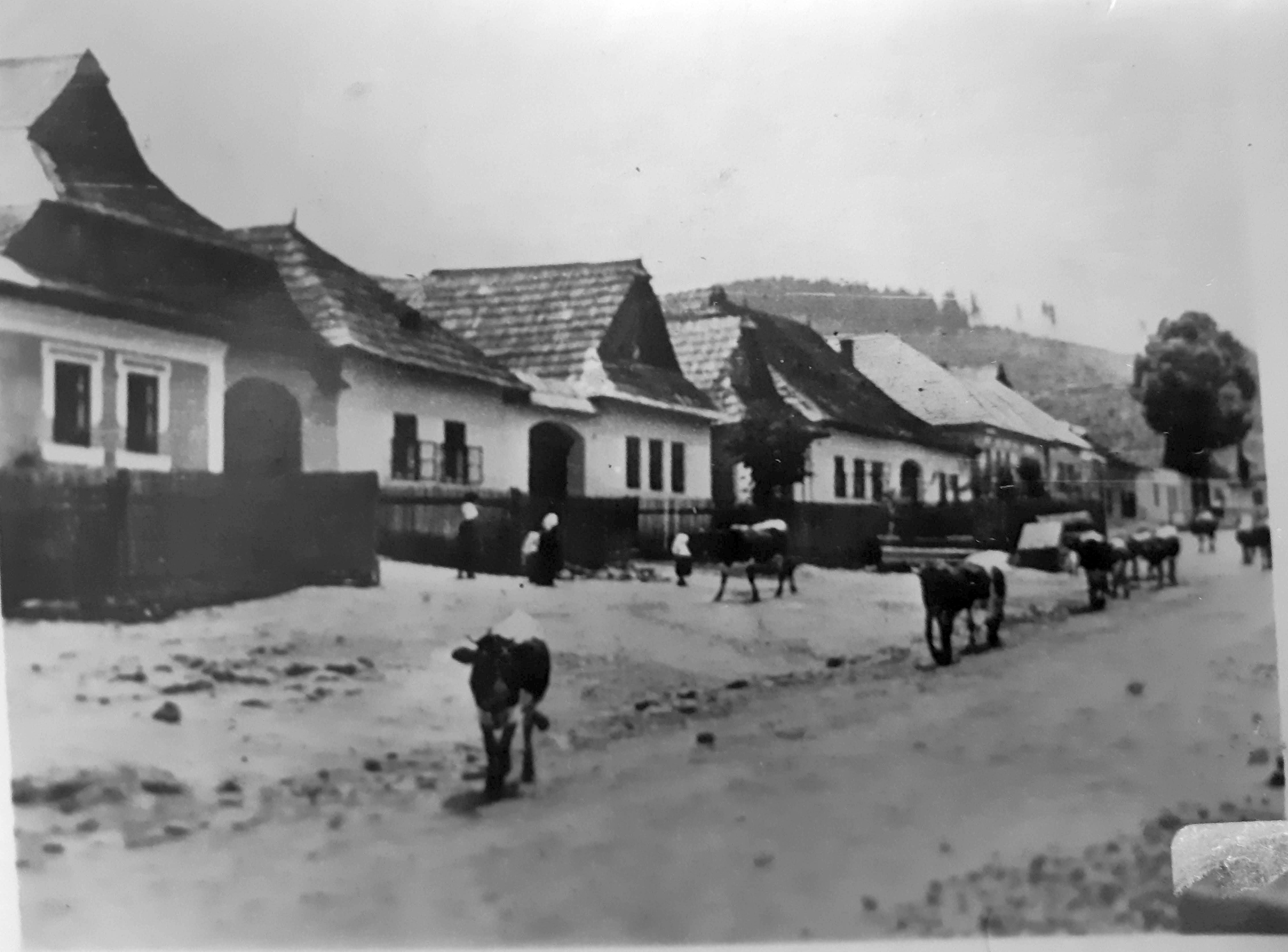
Traditionelle Siedlung in der Zips: Kleinlomnitz (Lomnička) um 1900.

Zipserei bezeichnet Ortsteile der Zipser bzw. Zipser Sachsen in Gemeinden der Maramuresch, der Süd-Bukowina (Rumänien) und der Karpatenukraine.
Die Bezeichnung geht zurück auf die Auswanderung von deutschsprachigen Kolonisten aus der Zips (heute östliche Slowakei) um 1800 in weiter östlich liegende Gebiete. Im Gegensatz zu den – in den Siedlungsregionen angestammten – lockeren Bauweisen (Holzblock- oder Veranda-Häuser mit getrennt errichteten, manchmal abseits stehenden Wirtschaftsgebäuden), bauten die Zipser ihre Häuser als zusammen gebauter Streckhof oder Zwerchhof auf engen „Handtuchparzellen“ festungsartig eng in einer Reihe (wie beispielsweise auch die Sachsen in Siebenbürgen). Charakteristisch waren auch (im Gegensatz zu Siebenbürgen, aber nicht zur Maramuresch) mit Holzschindeln gedeckte Hochdächer, oft Walmdächer, häufig Fußwalmdächer. Dieser mitgebrachte Baustil ist in den slowakischen Bergregionen auch über die Zips hinaus traditionell (siehe auch: Vlkolínec), war aber im Ansiedlungsgebiet in den Ostkarpaten sehr auffällig.
Der Begriff „Zipserei“ (auch „Zipserreih“) leitet sich von dieser Besonderheit des Baus der Häuser der Zipser in einer Reihe ab. Die dabei neu kolonisierten Plätze waren jeweils Teile von schon existierenden Orten oder lagen in deren unmittelbaren Umgebung.
Bekannte Stadtteile mit dieser Bezeichnung sind Cartierul Țipțerai in Vișeu de Sus (deutsch Oberwischau) im nördlichen Rumänien und ein Ortsteil von Rachiw und von Jassinja in der westlichen Ukraine.
Eine ähnliche Bauweise gilt für die „Teitschirei“, die „Deutsche Reihe“ in Oberwischau (Vișeu de Sus), die von Oberösterreichern (Teitschi) gegründet wurde und gegenüber der Zipserei am anderen Flussufer liegt.